# Tennis-Bundesliga (Damen)
Die vom DTB veranstaltete 1. Tennis-Bundesliga der Damen ist die höchste Spielklasse im deutschen Damen-Mannschaftstennis. Der am Saisonende Erstplatzierte ist Deutscher Mannschaftsmeister. Seit Beginn der Austragung als eingleisige Liga im Jahr 1999 errangen insgesamt acht verschiedene Vereine den Meistertitel. Erfolgreichster Verein ist der TC Zamek Benrath mit sechs gewonnenen Bundesliga-Meisterschaften.

## Spielmodus
Vor 1999 war die Tennis-Bundesliga der Damen in zwei Gruppen zu je vier Mannschaften geteilt und der Deutsche Mannschaftsmeister wurde in einem Entscheidungsspiel zwischen den beiden Gruppensiegern ermittelt. Gleichzeitig mit der Einführung der 2. Bundesliga im Jahr 1999 wurde die – nun 1. – Bundesliga eingleisig und wird seitdem im einfachen Ligamodus ausgetragen, d. h., die sieben teilnehmenden Mannschaften spielen jeweils einmal gegen jede andere Mannschaft und der Erstplatzierte der Bundesliga-Abschlusstabelle ist Deutscher Meister. Die Saison findet üblicherweise im Mai und Juni statt und besteht aus sieben Spieltagen. Die beiden Letztplatzierten steigen in die 2. Bundesliga ab und werden durch die jeweiligen Erstplatzierten der 2. Bundesliga Nord und 2. Bundesliga Süd ersetzt.
Es wird mit Sechsermannschaften gespielt. Jede Begegnung wird demnach in neun Spielpaarungen entschieden, wobei zunächst sechs Einzel und anschließend drei Doppel ausgetragen werden. Der Sieger einer Spielpaarung wird im Best-of-Three-Modus ermittelt, d. h., es gewinnt, wer zuerst zwei Sätze gewonnen hat. Falls ein entscheidender dritter Satz nötigt ist, wird dieser im Match-Tie-Break (bis zehn Punkte) ausgespielt. Die siegreiche Mannschaft einer Begegnung erhält zwei Punkte. Ein Unentschieden gibt es im Gegensatz zur Herren-Bundesliga, wo mit Vierermannschaften gespielt wird, nicht. Bei Punktgleichheit in der Tabelle entscheidet das Satzverhältnis und bei dessen Gleichheit das Spieleverhältnis über die endgültige Platzierung.

## Teilnehmende Mannschaften seit 2004
| Ort          | Verein                              | Jahre                                             |
| ------------ | ----------------------------------- | ------------------------------------------------- |
| Aachen       | TK Blau-Weiss Aachen                | 2014–2015, seit 2017                              |
| Amberg       | TC Amberg am Schanzl                | 2014                                              |
| Augsburg     | TC Augsburg                         | 2008                                              |
| Bad Vilbel   | TC Bad Vilbel                       | 2019–2022                                         |
| Berlin       | TC Blau-Weiss Berlin                | 2004–2006, 2009, 2011, 2013–2015, 2017, seit 2022 |
| Berlin       | LTTC Rot-Weiß Berlin                | 2006–2007                                         |
| Bocholt      | Bocholter TC Blau-Weiss 1894        | 2008–2014                                         |
| Bochum       | THC im VfL Bochum                   | 2005, 2007–2008, 2010                             |
| Dresden      | TC Blau-Weiß Dresden-Blasewitz      | seit 2019                                         |
| Düsseldorf   | TC Benrath 1912 Düsseldorf          | 2004–2010                                         |
| Düsseldorf   | Rochusclub Düsseldorf               | 2006                                              |
| Essen        | ETuF Essen                          | 2012–2013, 2015                                   |
| Essen        | TC Bredeney Essen                   | seit 2019                                         |
| Filderstadt  | TC Bernhausen                       | seit 2023                                         |
| Hamburg      | Der Club an der Alster Hamburg      | 2016–2018, seit 2023                              |
| Hannover     | DTV Hannover                        | 2016, 2018, seit 2023                             |
| Karlsruhe    | TC Rüppurr                          | 2006–2012, seit 2015                              |
| Köln         | Marienburger SC                     | 2021                                              |
| Ludwigshafen | BASF TC Ludwigshafen                | 2005, 2007, 2013, 2018                            |
| Mannheim     | TK Grün-Weiss Mannheim              | 2004                                              |
| Moers        | TC Moers 08                         | 2004–2016                                         |
| München      | MTTC Iphitos München                | 2004                                              |
| München      | TC Grün-Weiss Luitpoldpark München  | 2021                                              |
| Radolfzell   | TC Radolfzell                       | 2009–2011, 2017                                   |
| Ratingen     | Lintorfer Tennisclub                | 2004–2005                                         |
| Ratingen     | Ratinger Tennisclub Grün-Weiss 1911 | 2012–2016                                         |
| Regensburg   | TC Rot-Blau Regensburg              | 2015–2018                                         |
| Stuttgart    | TEC Waldau                          | 2004–2014, seit 2016                              |
| Stuttgart    | TC Vaihingen Rohr                   | 2022                                              |
| Wahlstedt    | TC Rot-Weiß Wahlstedt               | 2011                                              |

## Die Deutschen Mannschaftsmeister der Damen seit 1999
| Jahr | Meister                       |
| ---- | ----------------------------- |
| 1999 | TC Zamek Benrath              |
| 2000 | TC Zamek Benrath              |
| 2001 | TC Blau-Weiss Bocholt         |
| 2002 | TC Zamek Benrath              |
| 2003 | TC Zamek Benrath              |
| 2004 | TC Moers 08                   |
| 2005 | TEC Waldau                    |
| 2006 | TC Rüppurr                    |
| 2007 | TC Rüppurr                    |
| 2008 | TC Zamek Benrath              |
| 2009 | TC Zamek Benrath              |
| 2010 | TC Radolfzell                 |
| 2011 | TC Radolfzell                 |
| 2012 | TC WattExtra Bocholt          |
| 2013 | TC WattExtra Bocholt          |
| 2014 | TC Fidonia Bocholt            |
| 2015 | M2Beauté Ratingen             |
| 2016 | Eckert Tennis Team Regensburg |
| 2017 | Eckert Tennis Team Regensburg |
| 2018 | Eckert Tennis Team Regensburg |
| 2019 | TC Bad Vilbel                 |
| 2020 | ausgefallen                   |
| 2021 | TC Bredeney                   |
| 2022 | TC Bredeney                   |
| 2023 | TC Bredeney                   |
| 2024 | TC Bredeney                   |

| Rang | Verein                        | Meisterschaften | Meisterschaftsjahre                |
| ---- | ----------------------------- | --------------- | ---------------------------------- |
| 1    | TC Zamek Benrath              | 6               | 1999, 2000, 2002, 2003, 2008, 2009 |
| 2    | TC Blau-Weiss Bocholt         | 4               | 2001, 2012, 2013, 2014             |
| 2    | TC Bredeney                   | 4               | 2021, 2022, 2023, 2024             |
| 3    | Eckert Tennis Team Regensburg | 3               | 2016, 2017, 2018                   |
| 4    | TC Rüppurr                    | 2               | 2006, 2007                         |
| 4    | TC Radolfzell                 | 2               | 2010, 2011                         |
| 5    | TC Moers 08                   | 1               | 2004                               |
| 5    | TEC Waldau                    | 1               | 2005                               |
| 5    | Ratinger TC Grün-Weiß         | 1               | 2015                               |
| 5    | TC Bad Vilbel                 | 1               | 2019                               |

## Zuschauerzahlen
| Jahr | Zuschauer |
| ---- | --------- |
| 1992 | 10.960    |
| 1993 | 11.040    |
| 1994 | 11.050    |